# دارکشت‌ورزی
دارکشت‌ورزی یا آگروفارستری (به انگلیسی: Agroforestry)، نوعی کاربَری زمین است به صورتی که تلفیقی از درخت و گونه‌های زراعی و دامی در اشکال مختلف باشد.

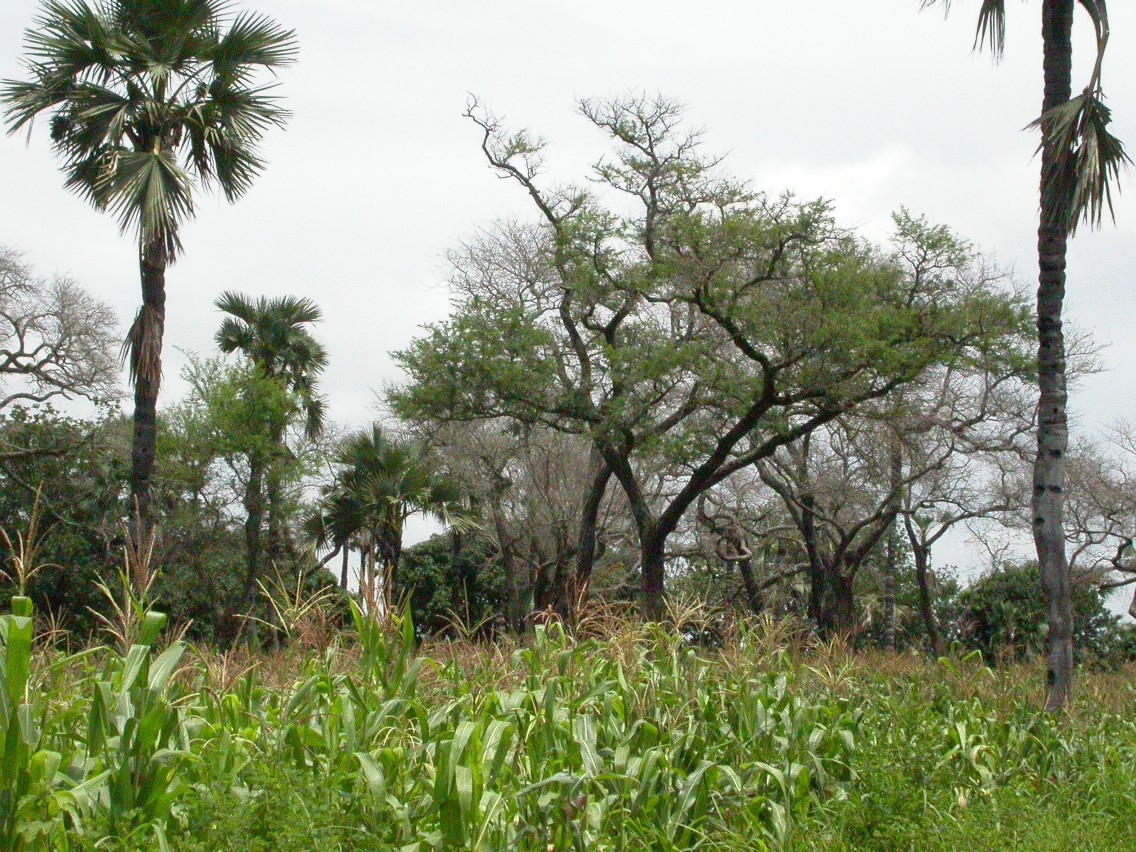
پارک جنگلی در بورکینافاسو، سورگوم و دو گونه درختی

دارکشت‌ورزی عبارت از تلفیق استفاده از درختان، درختچه‌ها، محصولات زراعی و دام‌ها است. با تلفیق کشاورزی و جنگلداری به تنوّع، تولیدات، عایدی، سلامتی و پایداری بیشتری در محیط زیست دست می‌یابند. در دارکشت‌ورزی از درختان، درختچه‌ها و بوته‌ها در سامانه‌های کشاورزی تلفیقی بهره می‌گیرند یا اینکه در جنگل‌هایی که هدف تولید فراوان چوب نیست، به زراعت و باغبانی می‌پردازند.

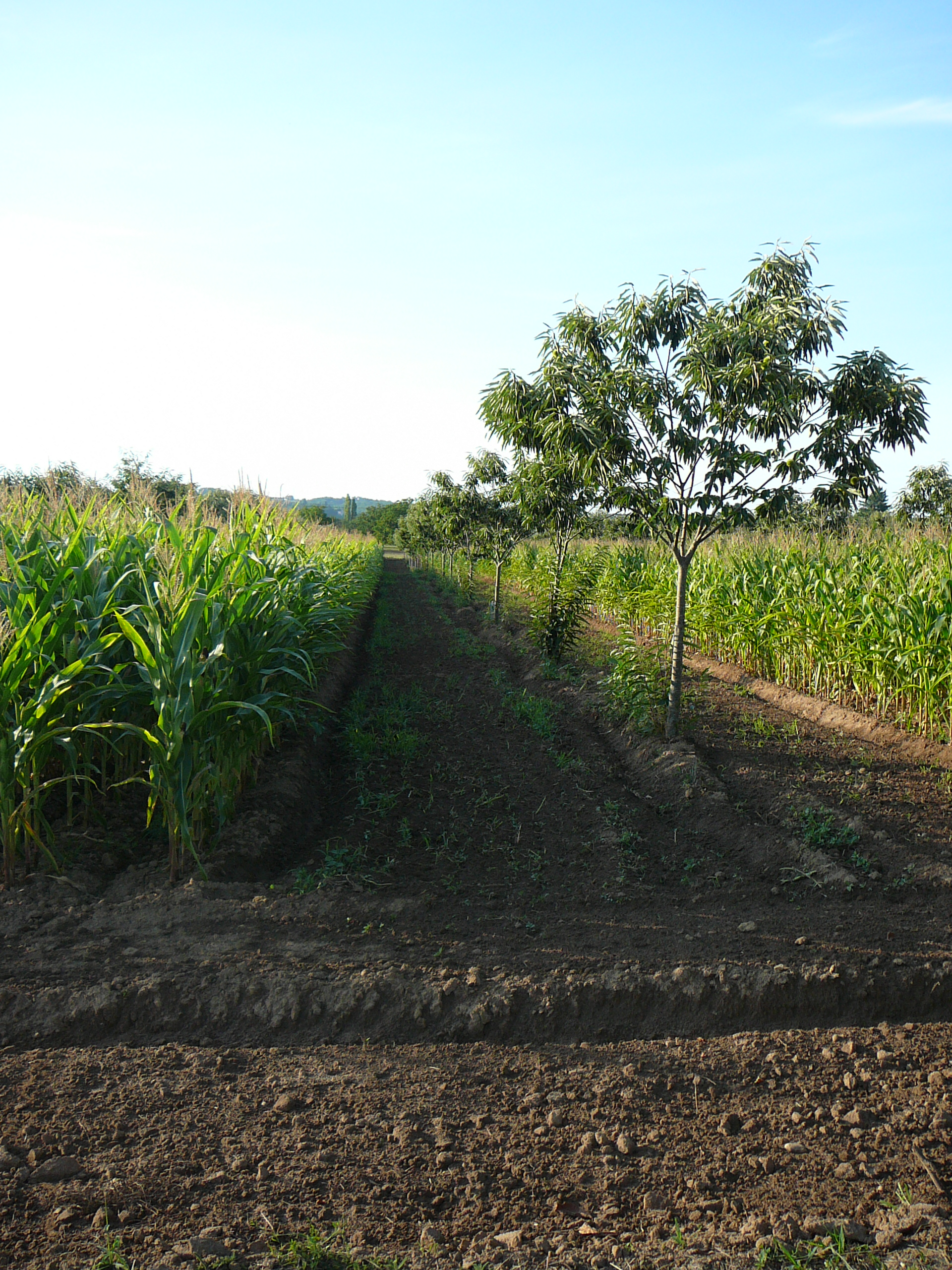
ذرت و شاه بلوط

این تلفیق عمدی کشاورزی و جنگل‌داری دارای مزایای متعددی است، مانند افزایش عملکرد محصولات غذایی خام، بهبود معیشت کشاورزان از افزایش درآمد، افزایش تنوع زیستی، بهبود ساختار و سلامت خاک، کاهش فرسایش خاک و ترسیب کربن. درختان در سیستم‌های اگروفارستری همچنین می‌توانند چوب، میوه، دانه و سایر محصولات مفید و با ارزش اقتصادی تولید کنند. شیوه‌های آگروفارستری به ویژه در مناطق گرمسیری رایج است، به ویژه در مناطق خرده‌مالکی در جنوب صحرای آفریقا. با این حال، به دلیل مزایای متعدد آن، به عنوان مثال چرخه مواد مغذی و پتانسیل برای کاهش خشکسالی، در ایالات متحده و اروپا نیز اجرا می‌شود. اگروفارستری در مواردی با کشت درهم اشتراکاتی دارد، اما می‌تواند جنگل‌های زراعتی چندلایه بسیار پیچیده‌تر شامل صدها گونه را نیز شامل شود.

## مبنای علمی
به گفته پل ووتکوفسکی، پایه نظری آگروفارستری در اکولوژی، یا
بوم‌شناسی کشاورزی نهفته‌است. بوم‌شناسی کشاورزی شامل کاربردهای متنوعی مانند: بهبود چرخه مواد مغذی و کربن؛ حفظ آب خاک؛ زیستگاه‌ها؛ محافظت در برابر آفات، بیماری‌ها و شیوع علف‌های هرز؛ حفاظت خاک از فرسایش آبی و بادی و غیره است. از این منظر، اگروفارستری یکی از سه علم اصلی کشاورزی است. دو مورد دیگر زراعت و جنگلداری است.

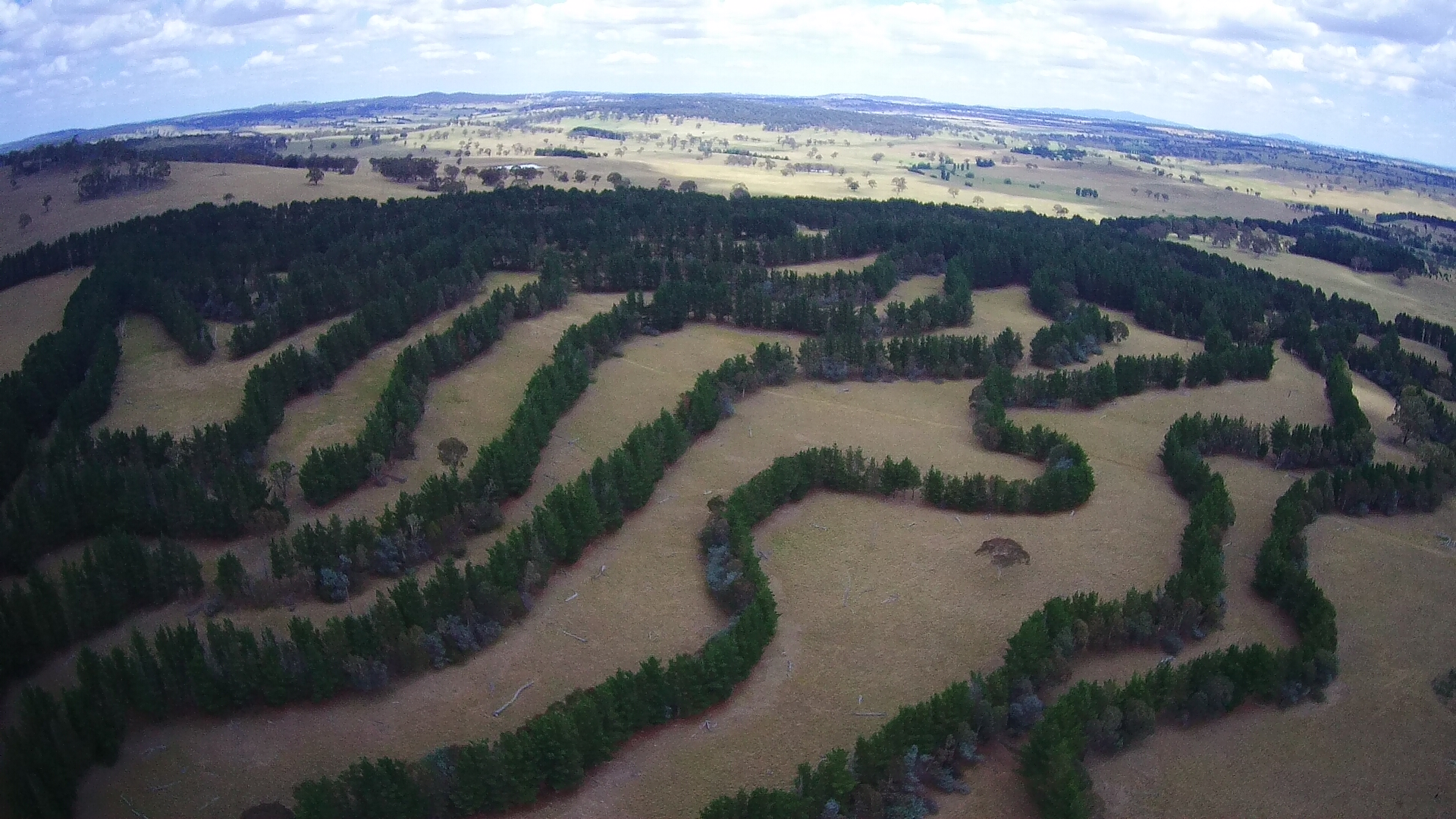
کشت تراز ادغام شده با چرای حیوانات در مزرعه ای در استرالیا

هنوز داده‌های کافی برای تعیین دامنه کامل تأثیرات و مزایایی که شیوه‌های مختلف دارکشت‌ورزی می‌توانند داشته باشند، وجود ندارد. شیوه‌های بومی که الهام‌بخش و پایه‌ای برای دارکشت‌ورزی هستند، اغلب پیچیده هستند، از جمله مجموعه ای بزرگ از گونه‌ها. روش‌های آگروفارستری که بیشتر مورد مطالعه قرار گرفته‌اند، شامل یک تعامل ساده بین دو جزء است، مانند پیکربندی ساده پرچین‌ها یا درختان ادغام شده با یک محصول زراعی مثل گندم. سیستم‌های اگروفارستری تنوع قابل توجهی دارند که در هرکدام مزایایی وجود دارد. آگروفارستری در علم مدرن از شیوه‌های سنتی بومی و محلی الهام گرفته‌است که محصول زندگی نزدیک با طبیعت برای چندین نسل است.

## مزایا
سیستم‌های آگروفارستری یا دارکشت‌ورزی می‌توانند نسبت به روش‌های متداول کشاورزی و جنگلداری سودمند باشند. آنها می‌توانند باعث افزایش بهره‌وری شوند. یا باعث ایجاد مزایای اجتماعی، اقتصادی و زیست‌محیطی و همچنین تنوع بیشتر در کالاها و خدمات زیست‌محیطی شود. ذکر این نکته ضروری است که این مزایا مشروط به مدیریت خوب مزرعه است. این شامل انتخاب درختان مناسب و همچنین هرس منظم آنها است.

### تنوع زیستی
تنوع زیستی در سیستم‌های اگروفارستری معمولاً بیشتر از سیستم‌های کشاورزی معمولی است. دو یا چند گونه گیاهی متقابل در یک منطقه معین، زیستگاه پیچیده‌تری را ایجاد می‌کنند که می‌تواند تنوع گسترده‌تری از جانوران را پشتیبانی کند. چرخه‌های زندگی و زنجیره‌های غذایی مرتبط با این تنوع، یک توالی آگرواکولوژیکی را آغاز می‌کند که اکوسیستم‌های زراعی کارا را ایجاد کرده و باعث پایداری می‌شوند. به عنوان مثال، تنوع خفاش‌ها و پرندگان استوایی می‌تواند با تنوع جنگل‌های طبیعی در ارتباط باشد.

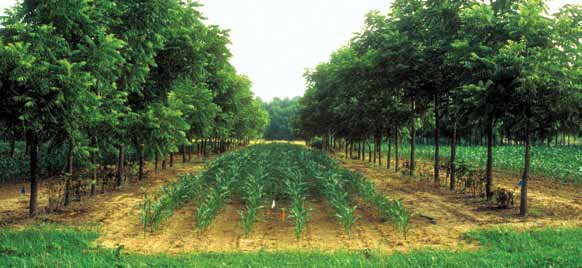
کشت ذرت بین ردیف درختان گردو

### خاک و رشد گیاه
خاک تهی شده را می‌توان با گیاهان پوششی مانند علف‌های طبیعی در حال رشد در سیستم‌های اگروفارستری از فرسایش خاک محافظت کرد. اینها به تثبیت خاک کمک می‌کنند زیرا پوشش را در مقایسه با سیستم‌های کشت کوتاه مدت افزایش می‌دهند. پوشش خاک عامل مهمی در جلوگیری از فرسایش است. آب تمیزتر از طریق کاهش رواناب سطحی می‌تواند مزیت دیگری برای دارکشت‌ورزی باشد. درختان می‌توانند با کاهش جریان آب و تبخیر و در نتیجه افزایش نفوذپذیری خاک به کاهش رواناب کمک کنند. در مقایسه با کشت ردیفی، جذب مواد مغذی می‌تواند بیشتر باشد و از شسته شدن مواد مغذی به رودخانه‌ها را کاهش دهد.
مزایای مرتبط با رشد گیاه:
- افزایش پایداری محصول
- زیست‌پالایی
- تحمل خشکی

### نقش در کشاورزی پایدار
سیستم‌های اگروفارستری خدمات اکوسیستمی را ارائه می‌دهند که می‌توانند به روش‌های زیر به کشاورزی پایدار کمک کنند.
- تنوع محصولات کشاورزی مانند چوب، گیاهان دارویی و چند محصولی که باعث افزایش امنیت درآمد می‌شود.[۳۲]
- افزایش امنیت غذایی با احیای حاصلخیزی خاک، تنوع محصول و انعطاف‌پذیری در برابر شوک‌های آب و هوایی برای محصولات غذایی.[۳۲]
- احیای زمین از طریق کاهش فرسایش خاک و تنظیم دسترسی به آب.[۲۹]
- استفاده چند منظوره از زمین، به عنوان مثال، تولید محصول و چرای حیوانات.
- کاهش جنگل‌زدایی و فشار بر روی زمین‌های جنگلی با تهیه چوب کشت شده در مزرعه.
- امکان کاهش ورودی مواد شیمیایی، به عنوان مثال، به دلیل استفاده بهتر از کود، افزایش مقاومت در برابر آفات، و افزایش پوشش زمین که باعث کاهش علف‌های هرز می‌شود.[۲۳][۳۳]
- فضای رشد گیاهان دارویی به عنوان مثال، در شرایطی که مردم دسترسی محدودی به داروهای اصلی دارند.

### اهداف زیست‌محیطی و سازگاری با تغییرات اقلیمی
ترسیب کربن یکی از خدمات مهم اکوسیستم است. دارکشت‌ورزی می‌تواند ذخایر کربن در خاک و زیست توده چوبی را افزایش دهد. درختان در سیستم‌های اگروفارستری، مانند جنگل‌های جدید، می‌توانند بخشی از کربنی را که با قطع جنگل‌های موجود از بین رفته‌است، بازپس گیرند.

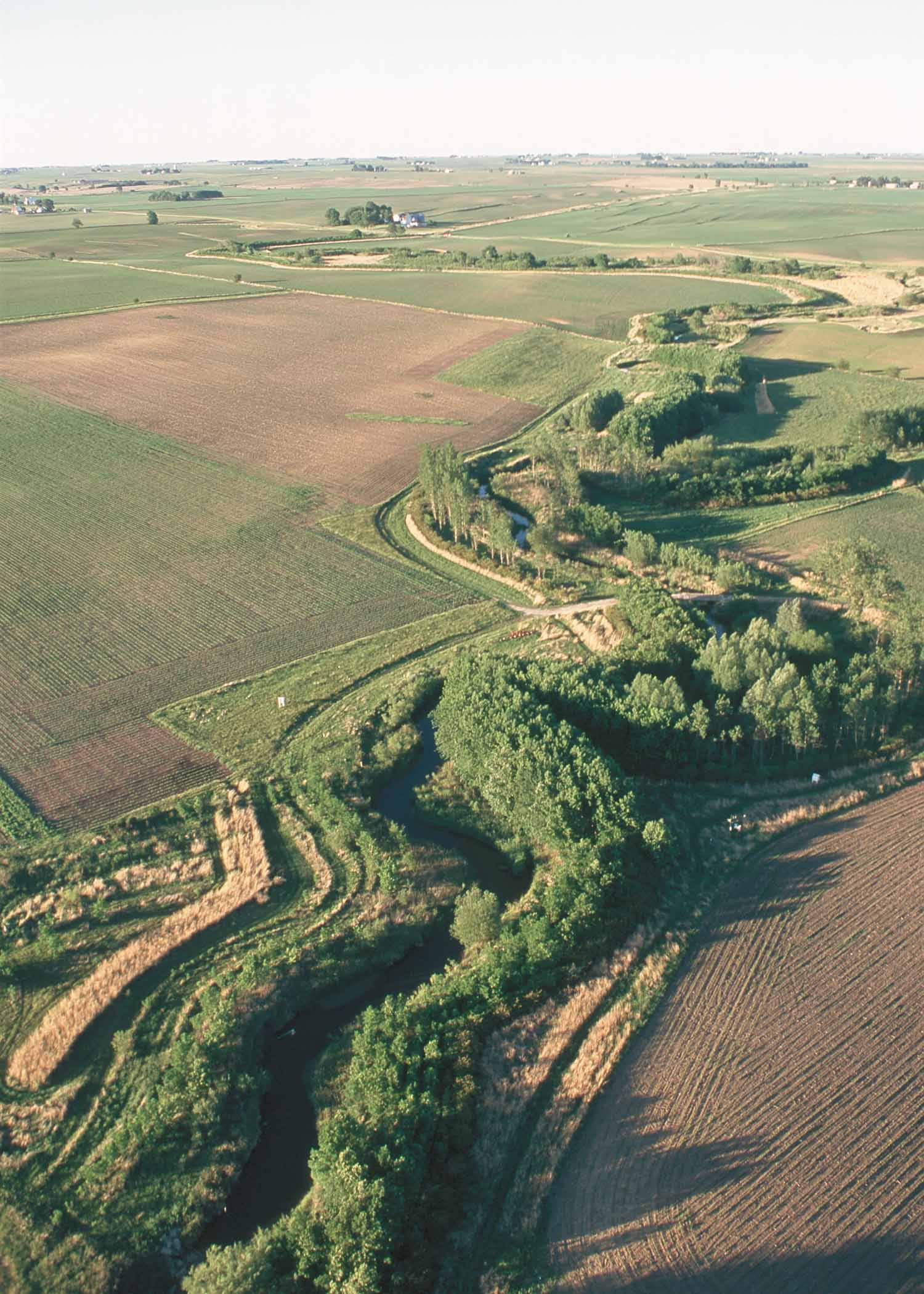
نوار رودخانه‌ای در کنار رودخانه ای در آیووا

شیوه‌های اگروفارستری ممکن است تعدادی از اهداف زیست‌محیطی را محقق کند، مانند:
- کاهش ذرات معلق، گرد و غبار و صدا
- فضای سبز و زیبایی بصری
- تقویت یا نگهداری زیستگاه‌های حیات وحش

اگروفارستری می‌تواند به‌طور قابل توجهی به کاهش تغییرات آب و هوایی کمک کند. یک مطالعه موردی در کنیا نشان داد که ایجاد دارکشت‌ورزی باعث ذخیره کربن و افزایش معیشت به‌طور همزمان در میان کشاورزان کوچک می‌شود. در این صورت حفظ تنوع گونه‌های درختی به ویژه کاربری اراضی و اندازه مزرعه از عوامل مهمی است. به‌ویژه در سال‌های اخیر، کشاورزان خرده‌مالک فقیر به‌عنوان وسیله‌ای برای انطباق با تغییرات اقلیمی، به دارکشت‌ورزی روی آوردند. یک مطالعه توسط گروه مشاوره تحقیقات بین‌المللی کشاورزی CGIAR در مورد تغییرات آب و هوا، کشاورزی و امنیت غذایی با نظرسنجی از بیش از ۷۰۰ خانوار در شرق آفریقا نشان داد که حداقل ۵۰٪ از این خانوارها با تغییر روش خود نسبت به شیوه‌های قبلی شروع به کاشت درخت کرده‌اند. این کشاورزان علاوه بر برداشت محصول معمول خود، صاحب درختانی با میوه، چای، قهوه، روغن، علوفه و محصولات دارویی شدند. اگروفارستری یکی از گسترده‌ترین راهبردهای سازگاری همراه با استفاده از ارقام بهتر و کشت مخلوط بود.

## چالش‌ها
اگرچه سیستم‌های اگروفارستری می‌توانند سودمند باشند، آنها از سال ۲۰۱۳ به بعد در ایالات متحده گسترده نشدند.
بر اساس یک نظرسنجی از برنامه‌های ترویجی در ایالات متحده، موانع (به ترتیب مهم‌ترین تا کمتر بحرانی) برای پذیرش آگروفارستری عبارتند از:
- عدم وجود بازارهای توسعه یافته
- ناآشنایی با تکنولوژی‌ها
- نداشتن آگاهی
- رقابت بین درختان، محصولات زراعی و حیوانات
- عدم کمک مالی
- فقدان پتانسیل سود ظاهری
- نبود مکان‌های مناسب
- هزینه مدیریتی اضافی
- فقدان آموزش یا تخصص
- عدم آگاهی در مورد محل عرضه محصولات
- فقدان کمک فنی
- هزینه‌های ایجاد/راه اندازی، از جمله عامل زمان
- ناآشنایی با رویکردهای بازاریابی جایگزین (به عنوان مثال اینترنت)
- در دسترس نبودن اطلاعات در مورد دارکشت‌ورزی
- کمبود زیرساخت (مانند ساختمان‌ها، تجهیزات)
- کمبود تجهیزات
- زمین ناکافی
- کمبود بذر/نهال
- فقدان تحقیقات علمی